# Dragon Age: Origins
Dragon Age: Origins er et computerrollespil udviklet af BioWares Edmonton studie og udgivet af Electronic Arts. Det er det første spil i Dragon Age-serien. Spillet blev udgivet den 3. november 2009 i Nordamerika til Microsoft Windows, PlayStation 3 og Xbox 360, og Mac OS X den 21. december 2009.
BioWare beskriver Dragon Age: Origins som en "mørk heroisk eventyr sat til en unik verden", og en åndelig efterfølger til Baldur Gate-serien, som fandt sted i Forgotten Realms-universet, en del af Dungeons & Dragons-serien.
En udvidet version af spillet blev udgivet i marts 2010 med undertitlen Awakening, og en officiel efterfølger blev udgivet i marts 2011 med titlen Dragon Age II. Næste spil i serien Dragon Age: Inquisition blev udgivet i november 2014.
BioWare havde til hensigt at Dragon Age: Origins, skulle danne grundlag for en bredere univers. Selv før spillets udgivelse, var der planer om at udvikle spillets univers, i form af fortsættelser, pen and paper-spil, bøger og tegneserier. Flere af disse projekter er blevet lanceret hen ad vejen.

## Univers
Spillet foregår i det fiktive kongerige Ferelden, et af flere lande, der udgør kontinentet Thedas. Man tager rollen som et menneske, en elver eller dværg, der har specialiseret som en kriger, magiker eller tyv, der skal samle riget for at kæmpe mod en forestående invasion af dæmonisk kræfter. Spillet starter med en cutscene med detaljerne i oprindelsen, ifølge medlemmerne af en religion i spillet, af de dæmoniske skabninger, der bliver kaldt "darkspawn". Disse darkspawn færdes i de dybe veje (Deep Roads), et underjordisk netværk af veje bygget af dværgene, langt under Thedas' overflade. Med mellemrum på et par hundrede års kommer de op til overfladen i store masser, en invasion kaldet "Blight". Under den første invasion, blev en orden af krigere oprettet kaldt grå vogtere (Grey Wardens), der besejrede invasionen. Dragon Age: Origins begynder den samme nat som Thedas femte invasion begynder.
Spilleren starter med at gennemspille en af seks forskellige tutorial, afhængigt af hvilken race og baggrund man har oprettet. Ens baggrund bestemmer, hvordan andre figurer reagerer på ens egen figur i spillet. For eksempel ses elverne som andenklasses borgere af mennesker, mens magikere behandles med mistænksomhed og frygt, mens adelen bliver behandlet med respekt.
Ved at udforske Ferelden får man mulighed for at deltage i flere sidemissioner, der går dybere ind i Dragon Age-mytologien, hvilket giver bedre udstyr, erfaringspoint, lære yderligere specialisering i ens valgte profession, og potentielle følgere der vil også tilbyde at deltage i rejsen, hvis de rette betingelser er fulgt.

## Spilbarhed
Spillet indeholder seks "oprindelseshistorier" (Origin Stories) og hvilken historie man begynder med afhænger af, hvilken race og klasse man vælger. I oprindelse som dværg adelsmand starter som en del af dværgekongefamilie, mens historien som en fattig dværg starter i undergrunden af Orzammar, dværgenes by. Elvere, der er borgere i byerne begynder i en slags ghetto Fereldens hovedstad. Mennesket der er en del af adlen starter som en Cousland, en af adelsfamilierne i spillet. Magikere, mennesker og elvere, der starter i "Circle of Magi", og 'frie' daliske elvere starter i skoven med resten af deres klan. Oprindelsehistorien afgør spillerens figurs baggrund og fungere som tutorial, dvs. man bliver introduceret til spillets verden, spillets gameplay og mekanik.
Gennem hele spillet får man moralske valg, som vil afgøre ens forhold til de andre karakterer, der følger en. Spilleren kan i dialog med dem, kan tage emner op, der øger eller forværre personens forhold til din figur eller gruppen. Der er også muligheden for at give gaver for at ændre forholdet. Spillerens valg er også med til at ændre spillets historie, når man f.eks. ved flere lejligheder kan vælge at dræbe en vigtig figur, eller lad denne person leve. Spilleren vil også opnå forskellige mål som man vælger at være gode eller onde, og visse vigtige beslutninger, såsom hvem der skal være konge, vil påvirke nationen, racer og deres stilling i samfundet, og lignende. For eksempel bliver elvere set ned på i spillet. Nogle af følgerne er mere gode eller onde end andre, og alle vil reagere anderledes, hvis man vælger den "gode" eller "dårlige" løsning. Hvis en følger får nok, vil personen forlade gruppen, og i værste fald kan vedkommende forsøge at dræbe spillerens figur.

## Stemmeskuespillere
- Steve Valentine - Alistair
- Claudia Black - Morrigan
- Corinne Kempa - Leliana
- Mark Hildreth - Sten, m.fl.
- Susan Boyd Joyce - Wynne, m.fl.
- Steve Blum - Oghren, m.fl.
- Jon Curry - Zevran
- Geraldine Becker - Shale
- Peter Renaday - Duncan
- Peter Bramhill - Cailan Theirin
- Kate Mulgrew - Flemeth
- Graham McTavish - Arl Eamon
- Tim Curry - Arl Howe
- Simon Templeman - Loghain Mac Tir, m.fl.
- Jim Cummings - Barlin, m.fl.

## Musik
Musikken er komponeret af Inon Zur og udført af Northwest Sinfonia. En instrumental version af 30 Seconds to Mars' sang "This Is War" og en remixet version af "Closer to the Edge" fra albummet This Is War blev benyttet til henholdsvis traileren Sacred Ashes, som blev brugt til at promovere spillet og traileren til Ultimate Edition, der indeholdt alle ni DLC (Downloadable content - mindre udvidelsespakker digitalt distributieret). Soundtrackets sang "I Am The One", der er sunget af Aubrey Ashburn, vandt en pris for bedste originale sang i kategorien videospil.

## Modtagelse
Da spillet blev udgivet blev det hyldet med gode anmeldelser og som en stor succes. På Metacritic hjemmeside fik PC, PS3 og Xbox 360-versionen, henholdsvis 91, 87 og 86 i den gennemsnitlige score. Gamereactor gav spillet 9 ud af 10 og skrev blandt andet som begrundelse, at spillet havde en "fantastisk og engagerende historie" i en "realistisk udformet verden", hvor et "velpoleret gameplay" gav en "god valgfrihed i kampene." Men at der til tider var "stive animationer." og bemærkede i øvrigt at der var en vis genbrug af omgivelser. GameSpot gav skrev også om en "fantastisk dialog og stemmeskuespil" der gav liv til figurene, men bemærker også gentagelserne af omgivelserne, stivheden i animationen under dialogerne, og desuden at grænsefladen i konsolversionerne havde visse problemer. De gav derfor spillet 9,5.